# Kloster San Xusto

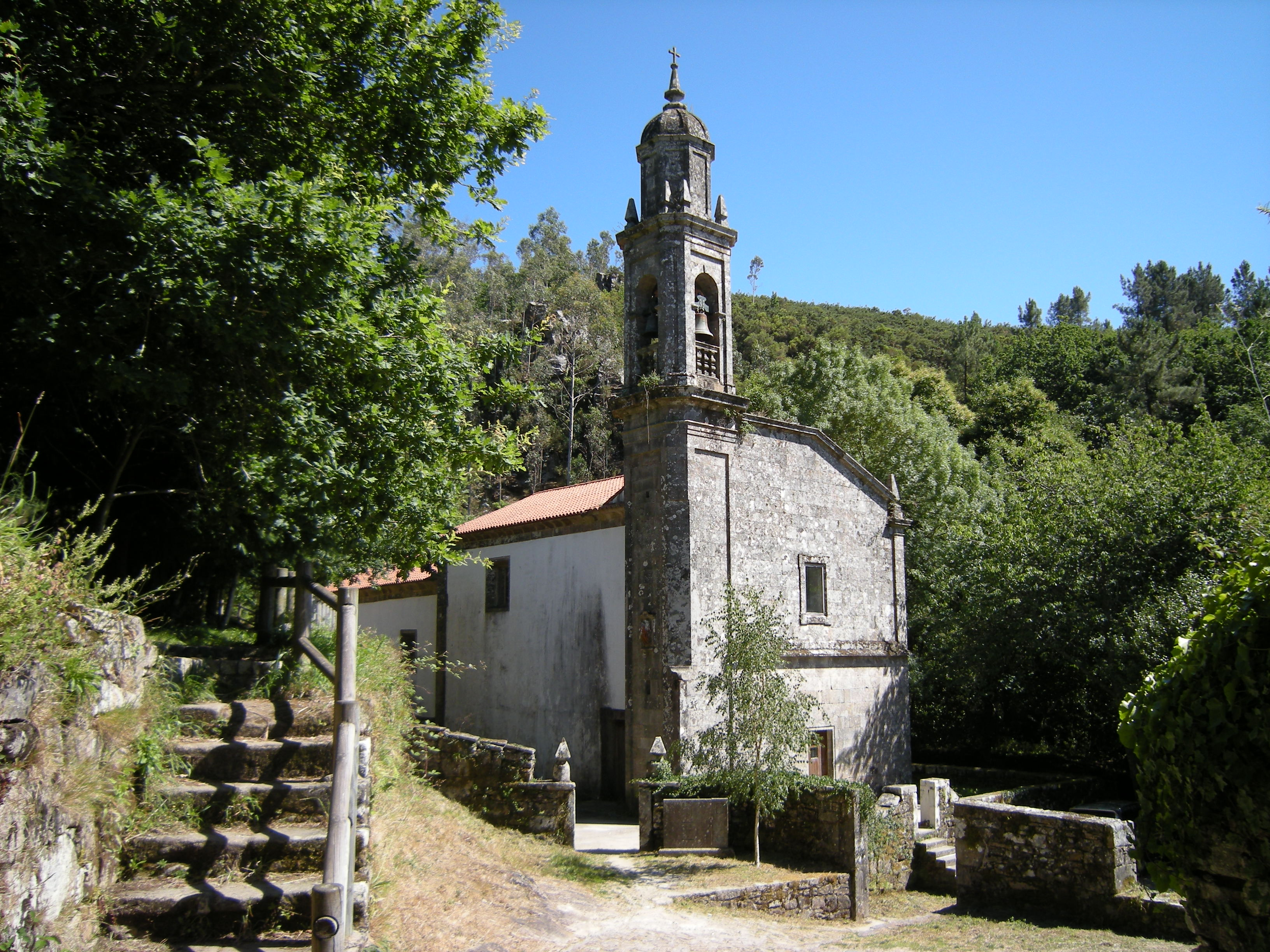
Ehemalige Klosterkirche

Das Kloster San Xusto war ein römisch-katholisches Benediktinerkloster in San Xusto in der Gemeinde Lousame in der Autonomen Gemeinschaft Galicien (Spanien). In direkter Nachbarschaft zum Kloster liegt die Kirche San Xusto de Toxosoutos, auch Toxo Soutos genannt. Hinter dem Kloster erstreckt sich ein kleiner Friedhof. Das Kloster befindet sich südwestlich der Ortschaft San Xusto in direkter Nähe des gleichnamigen Flusses.

## Geschichte

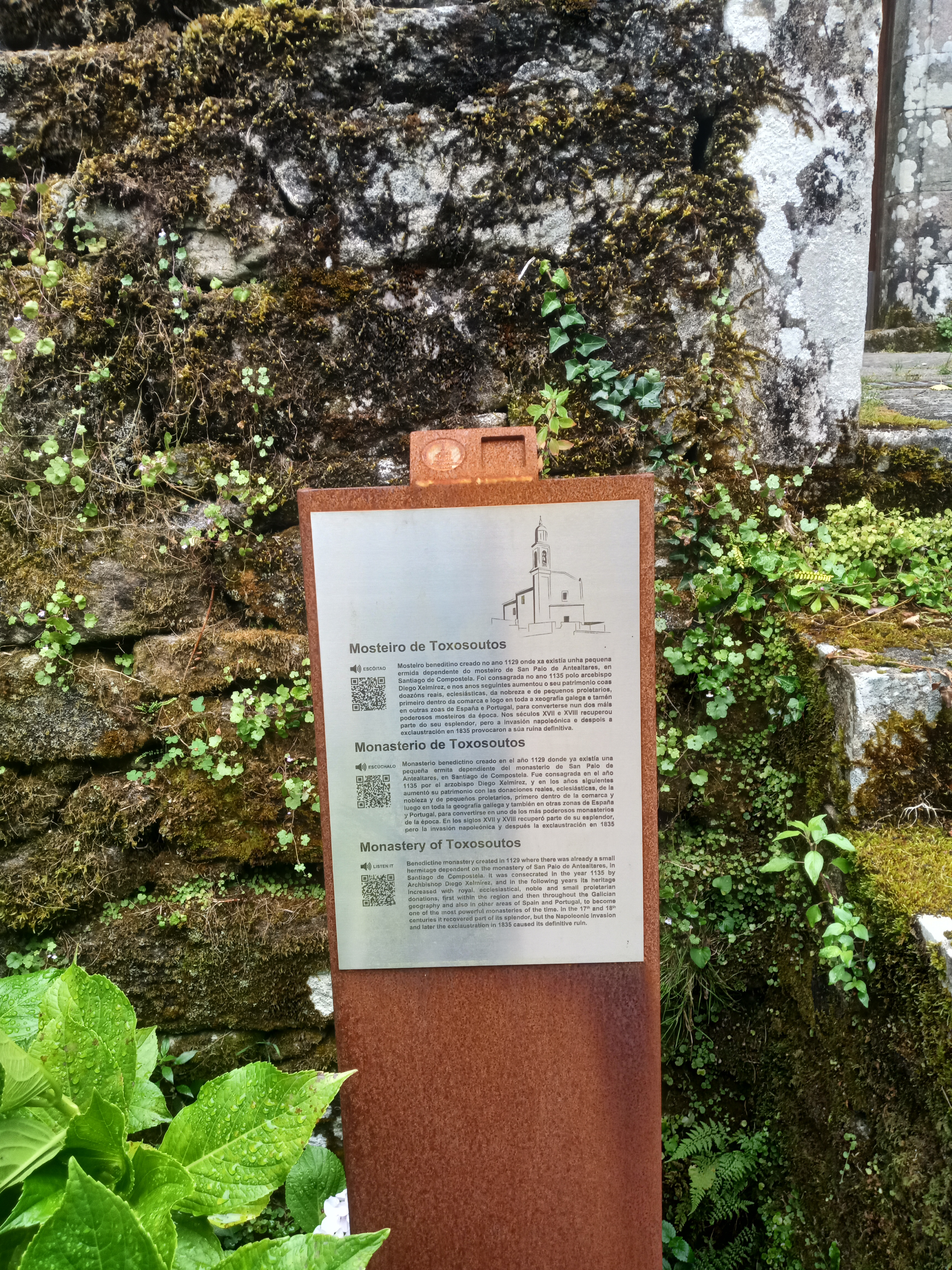
Informationstafel am Eingang zur Kirche

Das Kloster wurde zwischen 1129 und 1133 gegründet, nachdem eine bereits bestehende Eremitage die dem Kloster de San Pelayo de Antealtares in Santiago de Compostela angehörte, den Rittern Froila Alonso und Pedro Muniz de Carnota geschenkt hatte, die sich von nun an dem Ordensleben verpflichteten. Im Jahr 1135 wurde sie vom Erzbischof Xelmírez geweiht. König Alfons der VII. befreite die Gemeinschaft von Abgaben an das Erzbistum Santiago de Compostela. Das Kloster genoss auch den Schutz der Familie der Grafen von Traba. Durch Zuwendungen von Adligen, als auch Händlern und Bauernentwickelte sich das Kloster zu einem der bedeutendsten im Westen Spaniens. Zu seinen Besitzungen gehörten Teile von Noia, Lousame, Outes, Muros sowie 47 Kirchen und 17 Gemeinden. Zwischen 1135 und 1498 hatte das Kloster 22 Äbte.
Nach der von den Katholischen Königen durchgeführten Klosterreform ordnete der Bischof von Tui, Diego de Muros, 1475 den Anschluss des Klosters an das Kloster Sobrado an, sodass es ab 1504 dem Zisterzienserorden angehörte.
Im 17. und 18. Jahrhundert erlangte das Kloster einen Teil seiner Bedeutung zurück, die jedoch im Zuge der napoleonischen Invasion und der Beschlagnahme zur Zeit Juan Álvarez Mendizábals 1835 verschwand.
Im Jahr 1921 verkaufte der Pfarrer der Pfarrei mit Genehmigung des Bistums Santiago de Compostela Teile der Verzierungen und der Innenausstattung aus dem 13. Jahrhundert an den Grafen von San Alberto, der sie im Pazo da Pena do Ouro in der Nähe von Noia aufstellte.
Im 12. Jahrhundert wurde hier das berühmte Manuskript Tombo de Toxos Outos geschrieben.

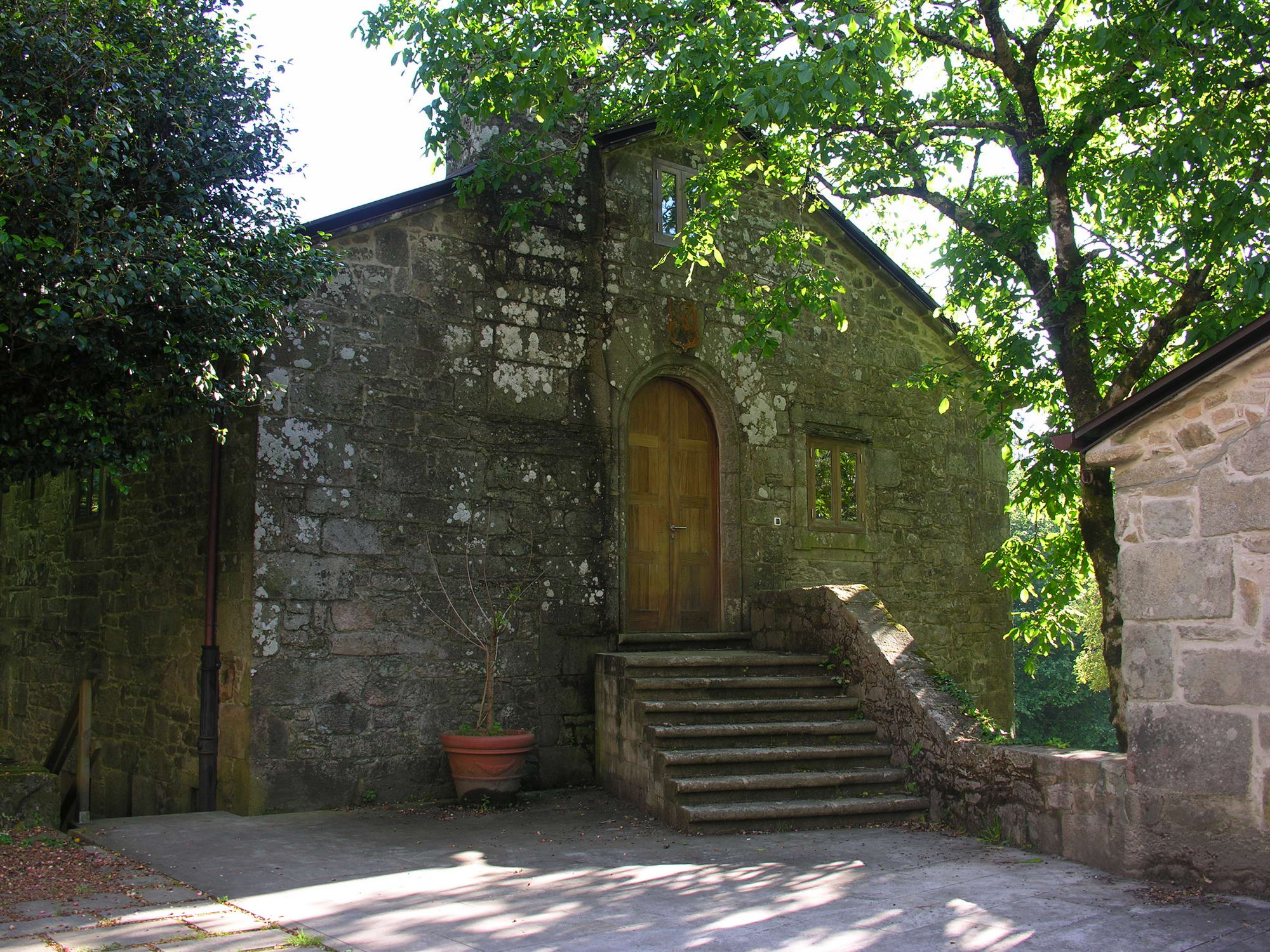
Ehemaliges Klostergebäude

Heute wird die Kirche nicht mehr öffentlich genutzt. Teile des Klosters werden als Herberge genutzt. Im Rahmen des Förderprogramms FEDER Galizien 2014–2020 der Europäischen Union, wurde der Bau einer Pelletheizung, die Kirche und Herberge beheizen soll, bezuschusst.